# 吳沁婕
吳沁婕（1981年10月1日—），藝名昆蟲擾西，是台灣的昆蟲學教師、作家，2020年時與曾博恩一同擔任兒少生態節目《台灣特有種》第二季主持人。

## 生平
吳沁婕的父親是保險精算師，母親是小學美術老師，有一個雙胞胎妹妹。因為有注意力不足過動症，吳沁婕在就學階段不算順利，高中被當掉後留級一年，聯考時沒能考上最嚮往的台灣大學昆蟲系，於是先就讀農業推廣系，20歲時，吳沁婕被診斷出有過動症，服藥並改善病況後，學業也有所提升，在大學四年級時轉系進入昆蟲系，並開始在龍安國小晨光課講授昆蟲知識。受到《甲蟲王者》流行的影響，許多孩童開始對昆蟲產生興趣，也讓吳沁婕的昆蟲課變得熱門，自然科學補習班、彩繪昆蟲館也找上門來，在《蘋果日報》登出她的專訪後，她也上了《大學生了沒》、《模范棒棒堂》等節目，並開始在幼稚園教昆蟲。因為幼稚園孩童口齒不清，常將「老師」發音為「擾西」，吳沁婕因此有了外號「昆蟲擾西」。除現場教學外，吳沁婕也開設Youtube頻道分享昆蟲學知識，2020年時與曾博恩一同擔任兒少生態節目《台灣特有種》第二季主持人。
吳沁婕在國中三年級時確認自己喜歡女性，之後她透過晶晶書庫等管道購入同志相關書籍，深入了解何謂同志後確立自我認同。由於外型與傳統女性形象有別，她在任教初期也遇過不少阻礙。除了傳授昆蟲學知識，吳沁婕也參與同志平權運動，並分享自己的過動症經驗。

## 外部連結
- 吳沁婕的Facebook專頁
- YouTube上的吳沁婕頻道